# Флойд (округ, Кентуккі)
Шаблон:StateAbbr_ 37°34′ пн. ш. 82°45′ зх. д. / 37.56° пн. ш. 82.75° зх. д.
Округ  Флойд (англ. Floyd County) — округ (графство) у штаті  Кентуккі, США. Ідентифікатор округу 21071.

## Історія
Округ утворений 1799 року.

## Демографія
За даними перепису 
2000 року 
загальне населення округу становило 42441 осіб, зокрема міського населення було 5418, а сільського — 37023.
Серед мешканців округу чоловіків було 20863, а жінок — 21578. В окрузі було 16881 домогосподарство, 12267 родин, які мешкали в 18551 будинках.
Середній розмір родини становив 2,93.
Віковий розподіл населення поданий у таблиці:
| Стать    | До 15 років | 15-21 | 22-29 | 30-39 | 40-49 | 50-65 | 65-85 | Понад 85 |
| -------- | ----------- | ----- | ----- | ----- | ----- | ----- | ----- | -------- |
| Чоловіки | 4076        | 2209  | 2385  | 3190  | 3412  | 3477  | 1943  | 171      |
| Жінки    | 4009        | 2018  | 2292  | 3265  | 3364  | 3575  | 2677  | 378      |

## Суміжні округи
- Джонсон — північ
- Мартін — північний схід
- Пайк — схід
- Нотт — південний захід
- Меґоффін — північний захід

## Виноски
1. ↑  U.S. Decennial Census. United States Census Bureau. Архів оригіналу за 26 квітня 2015. Процитовано 14 серпня 2014.
2. ↑  Historical Census Browser. University of Virginia Library. Архів оригіналу за 11 серпня 2012. Процитовано 14 серпня 2014.
3. ↑  Population of Counties by Decennial Census: 1900 to 1990. United States Census Bureau. Процитовано 14 серпня 2014.
4. ↑  Census 2000 PHC-T-4. Ranking Tables for Counties: 1990 and 2000 (PDF). United States Census Bureau. Процитовано 14 серпня 2014.
5. ↑  State & County QuickFacts. United States Census Bureau. Архів оригіналу за 7 червня 2011. Процитовано 6 березня 2014. [Архівовано 2011-06-07 у Wayback Machine.](англ.) Наведено за англійською вікіпедією.
6. ↑  American FactFinder. Бюро перепису населення США. Архів оригіналу за 26 лютого 2012. Процитовано 31 січня 2008. [Архівовано 2008-05-21 у Wayback Machine.]

| США | Це незавершена стаття з географії США. Ви можете допомогти проєкту, виправивши або дописавши її. |